# السفنة (إب)
السفنه هي إحدى قرى الجمهورية اليمنية. وهي تتبع جغرافيًا لمحافظة إب. وإداريًا لمديرية ذي السفال. يبلغ تعداد سكانها 4070 نسمة حسب الإحصاء الذي جرى عام 2004.